# Trogon viridis
Trogon viridis là một loài chim trong họ Trogonidae.